# Decaimento exponencial
Numa substância radioativa, cada átomo tem uma certa probabilidade, por unidade de tempo de se transformar num átomo mais leve emitindo radiação nuclear no processo. Se {\displaystyle p} representa essa probabilidade, o número médio de átomos que se transmutam, por unidade de tempo, é {\displaystyle pN}, em que {\displaystyle N} é o número de átomos existentes em cada instante. O número de átomos transmutados por unidade de tempo é também igual a menos a derivada temporal da função {\displaystyle N}
{\displaystyle {dN \over dt}=-pN}

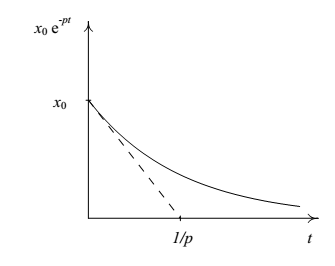
Decaimento exponencial de uma substância radioativa.

A massa dos correspondentes átomos, {\displaystyle x}, é diretamente proporcional a {\displaystyle N} e assim obtemos a seguinte equação diferencial
{\displaystyle {dx \over dt}=-px}
onde {\displaystyle p} é uma constante, designada de constante de decaimento. A solução geral desta equação é uma função que diminui exponencialmente até zero
{\displaystyle x=Ce^{-pt}}
e a solução única para a condição inicial {\displaystyle x=x_{0}} no instante inicial é (figura ao lado)
{\displaystyle x=x_{0}e^{-pt}}
A definição de meia-vida da substância define-se como o tempo necessário para a massa diminuir até 50% do valor inicial; a partir da solução obtida temos
{\displaystyle 0,\!5=e^{-pt}\qquad t={\frac {\ln 2}{p}}}
Quanto maior for a constante de decaimento {\displaystyle p}, mais rápido diminuirá a massa da substância (ver figura).
Uma substância radioativa presente em todos os organismos vivos é o carbono 14 que decai transformando-se em azoto, com uma meia-vida de aproximadamente 5580 anos. O conteúdo de {\displaystyle \mathrm {C} _{14}} em relação ao {\displaystyle \mathrm {C} _{12}} de qualquer organismo vivo é o mesmo. 
A razão é a seguinte: no fim da cadeia alimentar dos seres vivos estão os organismos que absorvem o carbono diretamente da atmosfera e portanto a relação {\displaystyle \mathrm {C} _{14}/\mathrm {C} _{12}} nos seres vivos é a mesma que na atmosfera.
Na atmosfera esta relação é estável há muitos anos; os organismos mortos, em processo de decomposição perdem {\displaystyle \mathrm {C} _{14}} como resultado do decaimento radioativo e não o regeneram através da dieta. O azoto que a atmosfera ganha dos organismos em decomposição é transformado novamente em {\displaystyle \mathrm {C} _{14}} pelos raios cósmicos, nas camadas superiores.  Uma comparação do conteúdo de carbono 14 de um organismo morto, por exemplo madeira obtida de uma árvore, com o conteúdo existente num organismo vivo da mesma espécie, permite determinar a data da morte do organismo, com uma boa precisão quando o tempo envolvido for da ordem de grandeza da meia-vida do carbono 14.